# ديدفل (فلم 1993)
ديدفل (بالإنجليزية: Deadfall) هو فيلم كوميدي تم إنتاجه في الولايات المتحدة وصدر في سنة 1993. من بطولة مايكل بين ونيكولاس كيج وجيمس كوبورن وتشارلي شين.

## الميزانية والإيرادات
بلغت تكلفة إنتاج الفيلم حوالي 10 ملايين دولار.

## وصلات خارجية
- مقالات تستعمل روابط فنية بلا صلة مع ويكي بيانات